# Edward Osborne Wilson
Edward Osborne Wilson (10. června 1929 Alabama, USA – 26. prosince 2021 Massachusetts, USA) byl americký přírodovědec, biolog a entomolog.
Edward O. Wilson je považován za zakladatele sociobiologie. Na sklonku života působil jako emeritní profesor na Harvardově univerzitě. Americká organizace Foundation for the Future (Fond budoucnosti) mu v roce 2000 udělila první Kistlerovu cenu (The Kistler Prize), za originální práci při výzkumu sociálních implikací genetiky; je držitelem řady dalších významných ocenění, mimo jiné dvou Pulitzerových cen (1979 a 1991).
Zaznamenal výrazný postojový přerod; zatímco počátkem 90. let 20. století tvrdil, že rozmanitost přírody může zachránit jen promyšlené spojení vědy, investic a politiky (věda měla ukázat cestu svými novými výzkumy, investice vytvořit stabilní trhy, a politika podporovat soužití ekonomického růstu a ochrany přírody), na stránkách knihy Stvoření: Výzva k záchraně života na Zemi (The Creation: An Appeal to Save Life on Earth, 2007) uzřel situaci zbytku života na planetě a výhled zemských ekosystémů tak dramaticky, takže mu, ateistovi, nezbývalo, než obrátit se s naléhavou výzvou k záchranné spolupráci na baptistického pastora.

## Dílo
výběr
- The Insect Societies (1971)
- Sociobiology. The New Synthesis (1975)
- O lidské přirozenosti, 1993 (On Human Nature, 1978)
- Biophilia (1984)
- Genes, Mind, and Culture (1984)
- Biodiversity (1988)
- Cesta k mravencům, 1997 (Journey to the Ants: a Story of Scientific Exploration, 1994) (spoluautor)
- Rozmanitost života, 1995 (Diversity of Life, 1992)
- Naturalist (1994)
- Konsilience: Jednota vědění: O nezbytnosti sjednocení přírodních a humanitních věd, 1999 (Consilience. The Unity of Knowledge, 1998)
- Biological Diversity. The Oldest Human Heritage (1999)
- The Future of Life (2003)
- Stvoření: Setkání vědy a náboženství (The Creation: A Meeting of Science and Religion, 2006)
- Stvoření: Výzva k záchraně života na Zemi (The Creation: An Appeal to Save Life on Earth, 2007)
- The Social Conquest of Earth (2012)
- Smysl lidské existence, 2016 (The Meaning of Human Existence, 2014)
- Half-earth : our planet’s fight for life (2016)
- The origins of creativity (2017)
- Genesis: The Deep Origin of Societies, 2019, Liveright
- Tales from the Ant World, 2020, Liveright
- Naturalist: A Graphic Adaptation November 10, 2020, Island Press